# Elacatis indicus
Elacatis indicus is een keversoort uit de familie platsnuitkevers (Salpingidae). De wetenschappelijke naam van de soort werd in 1944 gepubliceerd door Maurice Pic.